# يوليان فيبر
يوليان فيبر (بالألمانية: Julian Weber)‏ هو منافس ألعاب قوى ألماني، ولد في 29 أغسطس 1994 في ماينتس في ألمانيا.

## وصلات خارجية
- يوليان فيبر على موقع الاتحاد الدولي لألعاب القوى (الإنجليزية)
- يوليان فيبر على موقع الاتحاد الألماني لألعاب القوى (الألمانية)
- يوليان فيبر على موقع الدوري الماسي (الإنجليزية)
- يوليان فيبر على موقع اللجنة الأولمبية الدولية (الإنجليزية)
- يوليان فيبر على موقع أوليمبيديا (الإنجليزية)
- يوليان فيبر على موقع اللجنة الأولمبية الألمانية (الألمانية)